# NGC 5697
NGC 5697 (również IC 4471, PGC 52207 lub UGC 9407) – galaktyka spiralna (Sb), znajdująca się w gwiazdozbiorze Wolarza. Odkrył ją William Herschel 9 kwietnia 1787 roku.